# Oloitokitok District
Oloitokitok District är ett distrikt i Kenya.   Det ligger i länet Marsabit, i den centrala delen av landet, 500 km norr om huvudstaden Nairobi.